# Овдієнко Єлизавета Сергіївна
Єлизаве́та Сергіївна Овдієнко (нар. 16 січня 1980, Одеса) — гравчиня російського інтелектуального-телешоу, клубу «Що? Де? Коли?» (рос. Что? Где? Когда?), працівниця банку. У 2007—2020 рр. виступала за команду Балаша Касумова, від почату весняної серії ігор 2021 року — капітан власної команди. Дворазова володарка «Кришталевої сови» (зимова серія ігор 2010, весняна серія ігор 2011), Магістр клубу (2018). 

## Біографія
Народилася в Одесі. З 2010 року проживає в Москві (Росія). За класичною освітою — математик, колишня працівниця банку.
У спортивній версії «Що? Де? Коли?» виступала за команди із Одеси «Дуплет» (до 2006) і «Легіон» (з 2006 до 2010). З 2010 року виступає за різні команди із Москви. Бронзова призерка чемпіонату Москви 2010 року у складі команди «Ксеп», чемпіонка Росії (2016, 2017) і чемпіонка світу (2016) в складі команди Михайла Савченкова «Борский корабел». 
23 грудня 2018 оголошена п'ятим магістром гри «Що? Де? Коли?».
У сезоні 2019/2020 виборола звання чемпіону України зі Що? Де? Коли? у складі команди «Примати» Дніпро.
Авторка і ведуча квізу «Брейнзона Єлизавети Овдієнко»